# Sixten Franzén
Adolf Sixten Franzén, född 26 november 1919 i Västra Ryds församling, Östergötlands län, död 15 mars 2008 i Söderköpings församling, var en svensk läkare och cancerforskare. Efter studentexamen i Gävle fortsatte han med medicinska studier och arbete vid Karolinska Sjukhuset i Stockholm. Sixten Franzén blev med. kand. 1943, med. lic. 1949 samt med. dr och docent i radioterapi och tumördiagnostik 1968. Han erhöll professors titel i samband med sin pensionering och innehade därefter under 12 år en professur vid Radiumhospitalet i Oslo. Han var den som började med att diagnosticera cancer genom att med spruta och tunn nål få ut celler från misstänkta vävnadsförändringar som sedan analyserades under mikroskop. Tekniken kallas punktionscytologi (fine needle aspiration cytology). Han kritiserades av kollegor för att hålla på med pseudovetenskap, men tilläts ändå av sina överordnade att fortsätta. Senare kom hans upptäckter att få internationellt erkännande och stor betydelse för forskningen. År 2006 erhöll han den prestigefyllda utmärkelsen "International Cytopathologist of the Year". Franzén är begravd på Ulriksdals begravningsplats.